# Gerard Hernández
Gerard Hernández Romero (San Jaime dels Domenys, España, 31 de marzo de 2005) es un futbolista español que se desempeña como centrocampista en el Elche C. F. de la Segunda División de España, cedido por el Villarreal C. F.

## Trayectoria
Nacido en San Jaime dels Domenys, Tarragona, Cataluña, Hernández se unió a La Masia del FC Barcelona en 2012, cuando tenía siete años. En mayo de 2023 fue convocado por Xavi para entrenar con el primer equipo.
El 14 de julio de 2023, Hernández dejó el Barça y fichó por el Villarreal CF e inicialmente fue asignado a su equipo Juvenil.
El 17 de marzo de 2024, debutó con el Villarreal Club de Fútbol "C" de la Tercera Federación, frente al CD Utiel.
El 2 de junio de 2024, hizo su debut profesional con el Villarreal Club de Fútbol "B" de la Segunda División de España, sustituyendo tarde a Dani Requena en la victoria en casa por 1-0 sobre el Racing de Santander, pese a que su equipo ya había descendido de Segunda División.
El 30 de agosto de 2024, fue cedido al Elche CF de la Segunda División de España, por un año.

### Selección nacional
Es internacional con la sub-15, sub-16, sub-17 y sub-19 de España.
El 28 de julio de 2024, logra el Campeonato Europeo de la UEFA Sub-19 al vencer a Francia por dos goles a cero.

## Estadísticas

### Clubes
Actualizado al último partido disputado el 22 de diciembre de 2025.
| Club                            | Div.          | Temporada     | Liga  | Liga  | Liga   | Copas nacionales | Copas nacionales | Copas nacionales | Torneos internacionales | Torneos internacionales | Torneos internacionales | Total | Total | Total  |
| Club                            | Div.          | Temporada     | Part. | Goles | Asist. | Part.            | Goles            | Asist.           | Part.                   | Goles                   | Asist.                  | Part. | Goles | Asist. |
| ------------------------------- | ------------- | ------------- | ----- | ----- | ------ | ---------------- | ---------------- | ---------------- | ----------------------- | ----------------------- | ----------------------- | ----- | ----- | ------ |
| Villarreal C. F. "B" · España   | 2.ª           | 2023-24       | 1     | 0     | 0      | –                | –                | –                | –                       | –                       | –                       | 1     | 0     | 0      |
| Villarreal C. F. "B" · España   | Total club    | Total club    | 1     | 0     | 0      | –                | –                | –                | –                       | –                       | –                       | 1     | 0     | 0      |
| Elche C. F. · (cedido) · España | 2.ª           | 2024-25       | 10    | 0     | 0      | 3                | 0                | 0                | –                       | –                       | –                       | 13    | 0     | 0      |
| Elche C. F. · (cedido) · España | Total club    | Total club    | 10    | 0     | 0      | 3                | 0                | 0                | –                       | –                       | –                       | 13    | 0     | 0      |
| Total carrera                   | Total carrera | Total carrera | 11    | 0     | 0      | 3                | 0                | 0                | –                       | –                       | –                       | 14    | 0     | 0      |

### Selecciones
Actualizado al último partido disputado el 28 de julio de 2024.
| Selección       | Temporada     | Amistosos | Amistosos | Amistosos | Europeo | Europeo | Europeo | Mundial | Mundial | Mundial | Total | Total | Total  |
| Selección       | Temporada     | Part.     | Goles     | Asist.    | Part.   | Goles   | Asist.  | Part.   | Goles   | Asist.  | Part. | Goles | Asist. |
| --------------- | ------------- | --------- | --------- | --------- | ------- | ------- | ------- | ------- | ------- | ------- | ----- | ----- | ------ |
| Sub-15 · España | 2019          | 3         | 0         | 0         | —       | —       | —       | —       | —       | —       | 3     | 0     | 0      |
| Sub-15 · España | 2020          | 3         | 0         | 0         | —       | —       | —       | —       | —       | —       | 3     | 0     | 0      |
| Sub-15 · España | Total sel.    | 6         | 0         | 0         | —       | —       | —       | —       | —       | —       | 6     | 0     | 0      |
| Sub-17 · España | 2021          | 2         | 0         | 0         | —       | —       | —       | —       | —       | —       | 2     | 0     | 0      |
| Sub-17 · España | 2022          | 2         | 0         | 0         | 6       | 0       | 0       | 2       | 0       | 0       | 10    | 0     | 0      |
| Sub-17 · España | Total sel.    | 4         | 0         | 0         | 6       | 0       | 0       | 2       | 0       | 0       | 12    | 0     | 0      |
| Sub-18 · España | 2022          | 2         | 0         | 0         | —       | —       | —       | —       | —       | —       | 2     | 0     | 0      |
| Sub-18 · España | 2023          | 3         | 0         | 0         | —       | —       | —       | —       | —       | —       | 3     | 0     | 0      |
| Sub-18 · España | Total sel.    | 5         | 0         | 0         | —       | —       | —       | —       | —       | —       | 5     | 0     | 0      |
| Sub-19 · España | 2023          | —         | —         | —         | 3       | 0       | 0       | —       | —       | —       | 3     | 0     | 0      |
| Sub-19 · España | 2024          | 2         | 1         | 1         | 7       | 0       | 1       | —       | —       | —       | 9     | 1     | 2      |
| Sub-19 · España | Total sel.    | 2         | 1         | 1         | 10      | 0       | 1       | —       | —       | —       | 12    | 1     | 2      |
| Total carrera   | Total carrera | 17        | 1         | 1         | 16      | 0       | 1       | 2       | 0       | 0       | 35    | 1     | 2      |
| 1. 2.           |               |           |           |           |         |         |         |         |         |         |       |       |        |